# Pasul Turnu Roșu

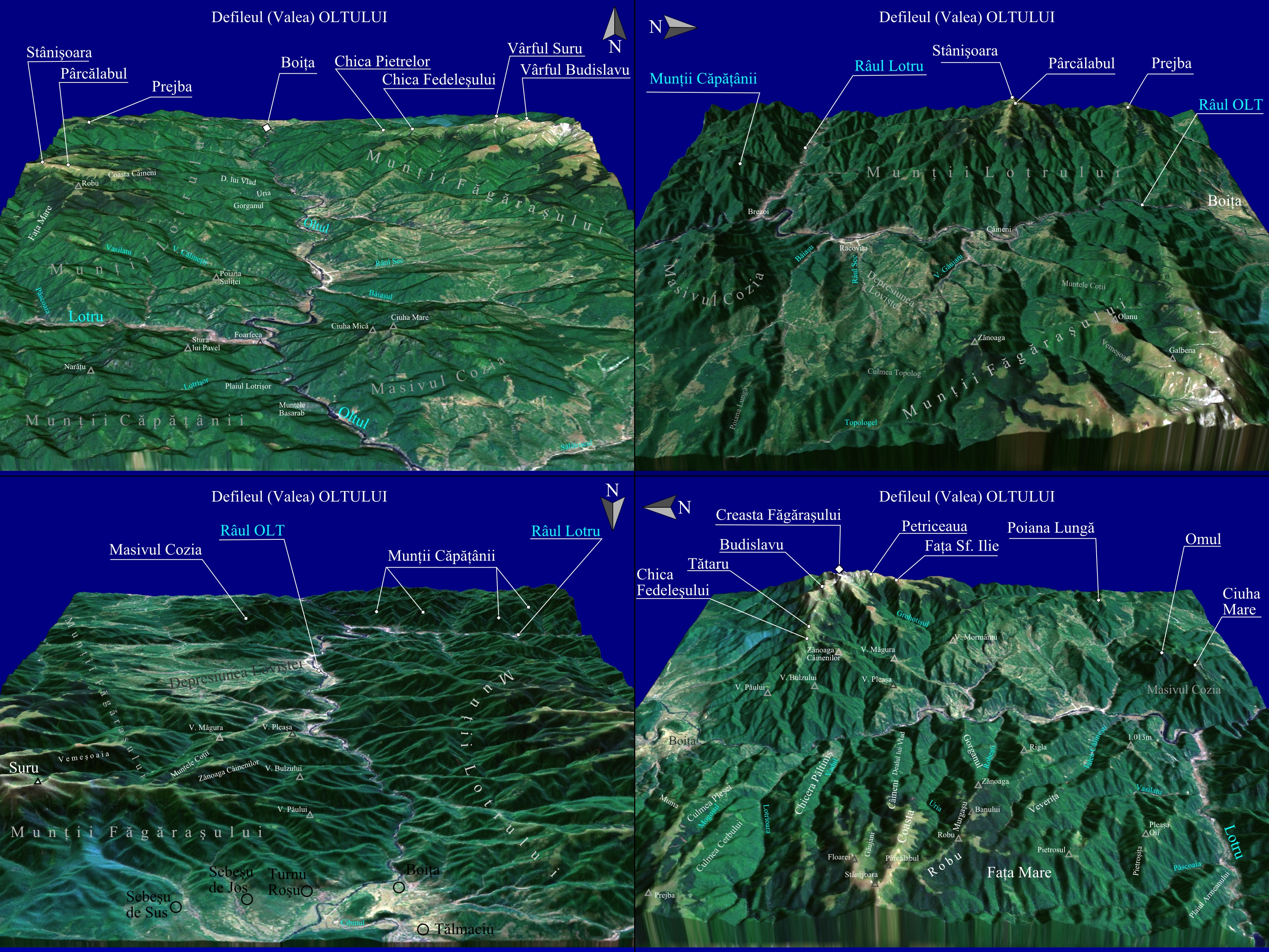
Defileul Oltului

Pasul Turnu Roșu ( germană Roter-Turm-Pass, maghiară Vöröstoronyi-szoros) este o trecătoare din Carpații Meridionali, situată pe valea Oltului la altitudinea de  354 m, în defileul de la Turnu Roșu.

## Date geografice
Trecătoarea, care și-a luat prin extensie denumirea, de la comuna Turnu Roșu., leagă sudul Transilvaniei (județul Sibiu) de nordul Munteniei și Olteniei (județul Vâlcea)., fiind așezată între rama vestică a Munților Făgăraș și Munții Lotrului.
Pe aici trece Drumul european E81 pe porțiunea suprapusă DN7, precum și Calea ferată secundară 201 Podu Olt – Piatra Olt. Cea mai apropiată stație de cale ferată este la halta Valea Fratelui.
În apropiere spre sud se află Pasul Cozia, spre vest Pasul Curmătura Vidruței și spre est Tunelul rutier Capra–Bâlea Lac („Pasul” Bâlea).  Spre nord se află vechea graniță cu Imperiul Austro-Ungar.

## Repere
În 1938 a fost aici pe malul estic vânat, ceea ce s-a crezut – până în 2009 a fi ultimul zăgan din România..

## Obiective turistice din vecinătate
- Mănăstirea Turnu
- Mănăstirea Cozia
- Parcul Național Cozia
- Castrul roman Arutela